# Cratoxylum sumatranum
Cratoxylum sumatranum är en johannesörtsväxtart. Cratoxylum sumatranum ingår i släktet Cratoxylum och familjen johannesörtsväxter.

## Underarter
Arten delas in i följande underarter:
- C. s. blancoi
- C. s. neriifolium
- C. s. sumatranum

## Bildgalleri

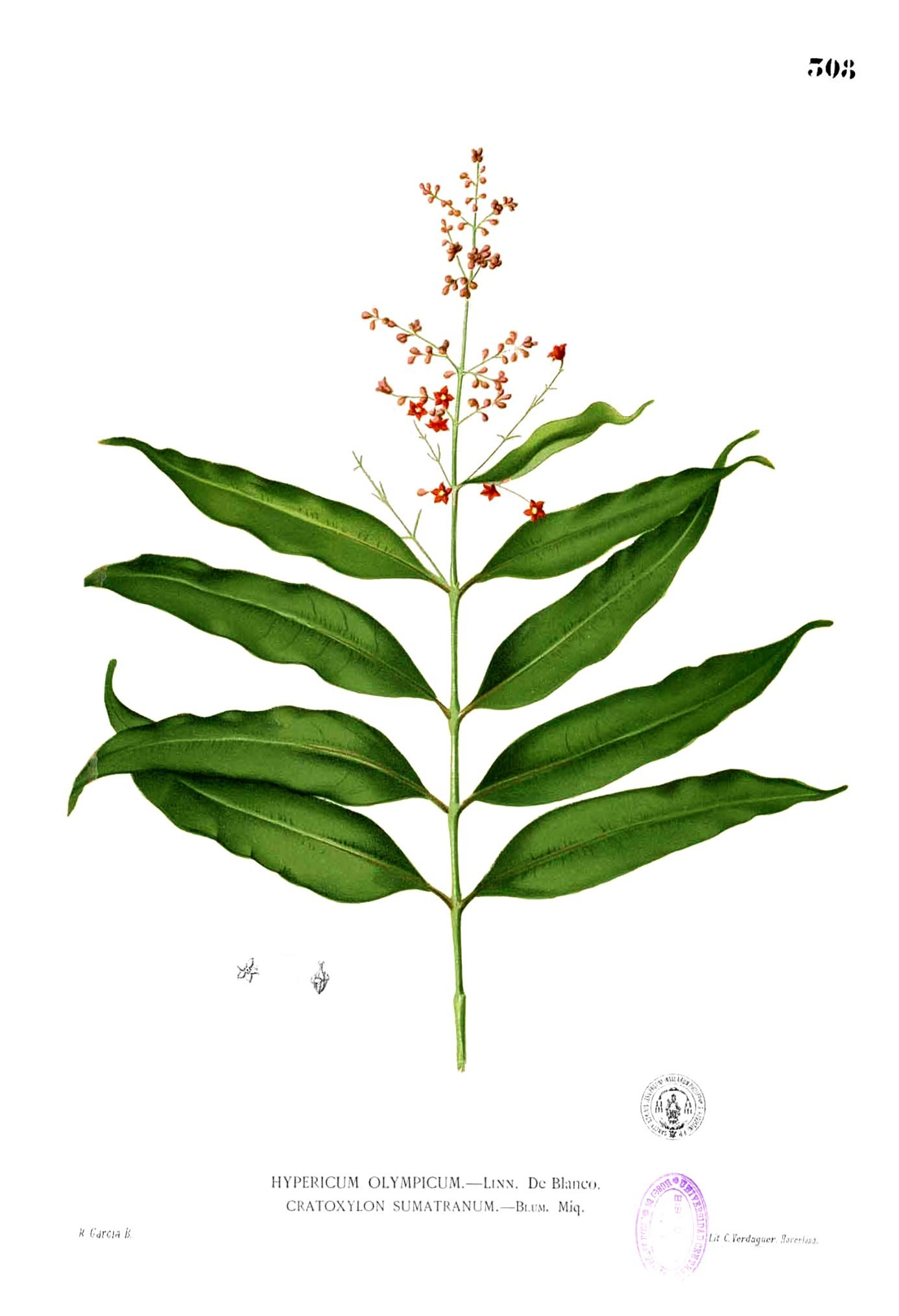